# Tom De Meester
Tom De Meester (Brugge, 20 september 1975) is een Belgisch marxistisch politicus voor de PVDA en publicist. In 2018 werd hij verkozen tot de Gentse gemeenteraad. Van 2019 tot 2023 was hij Vlaams Parlementslid, waar hij werd opgevolgd door Onno Vandewalle.

## Biografie
De Meester groeide op als zoon van een treinbestuurder. Hij studeerde geschiedenis aan de Universiteit Gent, met een specialisatie in Afrikaanse geschiedenis. Van 1997 tot 2000 was hij onderzoeksassistent aan de vakgroep nieuwste geschiedenis.
Van 2000 tot 2022 was De Meester voorzitter van de PVDA-afdeling van Oost-Vlaanderen. Als voorzitter van de provinciale afdeling trok hij de Oost-Vlaamse Kamerlijst tijdens de verkiezingen van 25 mei 2014. Hij werd niet verkozen.
De Meester geldt als de energiespecialist binnen zijn partij en schreef in 2013 Opgelicht over de "energiezwendel" van Electrabel. Hij was initiatiefnemer van de 6%-campagne, waarbij 200.000 Belgen een petitie tekenden voor een verlaging van de btw op energie van 21% naar 6%. Ter gelegenheid van de 200.000e handtekening projecteerde hij de boodschappen met een laserprojector op de koepeltorens van Electrabel en de muur van Wetstraat 16. Voor de Vlaamse Heffing Elektriciteitsafname, die in maart 2016 werd ingevoerd door minister Annemie Turtelboom, bedacht De Meester de spotnaam "turteltaks". In 2017 vernietigde het Grondwettelijk Hof het decreet na een klacht van PVDA.
Op 14 oktober 2018 werd hij verkozen in de Gentse gemeenteraad als gemeenteraadslid voor de PVDA. Hij zetelde er samen met partijgenoten Yüksel Kalaz en Sonja Welvaert en werd er fractieleider in de gemeenteraad. In 2021 viel hij bijna een jaar uit door een burn-out; in september 2022 nam hij zijn politieke functies opnieuw op.
Op 26 mei 2019 werd De Meester verkozen tot het Vlaams Parlement. In zijn thuisstad Gent haalde De Meester het meeste voorkeurstemmen van alle kandidaten voor het Vlaams Parlement. Zowel in Oost-Vlaanderen als in Antwerpen en Limburg raakte de partij voor het eerst over de kiesdrempel. De Meester vormde samen met Jos D'Haese, Lise Vandecasteele en Kim De Witte de eerste PVDA-fractie in het Vlaams Parlement. De Meester was er vanaf oktober 2019 toegevoegd lid van de commissie Wonen en Onroerend Erfgoed en vanaf januari 2020 toegevoegd lid van de commissie Cultuur, Jeugd, Sport en Media. Begin 2023 verliet hij na zijn burn-out het Vlaams Parlement om zich te richten op de Gentse gemeentepolitiek en werd hij opgevolgd door Onno Vandewalle. De Meester bleef actief in de leidinggevende instanties van PVDA om er de nationale communicatiestrategie te helpen uittekenen.
De Meester was opnieuw lijsttrekker bij de gemeenteraadsverkiezingen van 13 oktober 2024 in Gent en werd herkozen in de gemeenteraad, met Julie Steendam en Yüksel Kalaz als medeverkozenen.

## Persoonlijk
Tom De Meester woont in Gent en heeft drie kinderen.